# Plante potagère

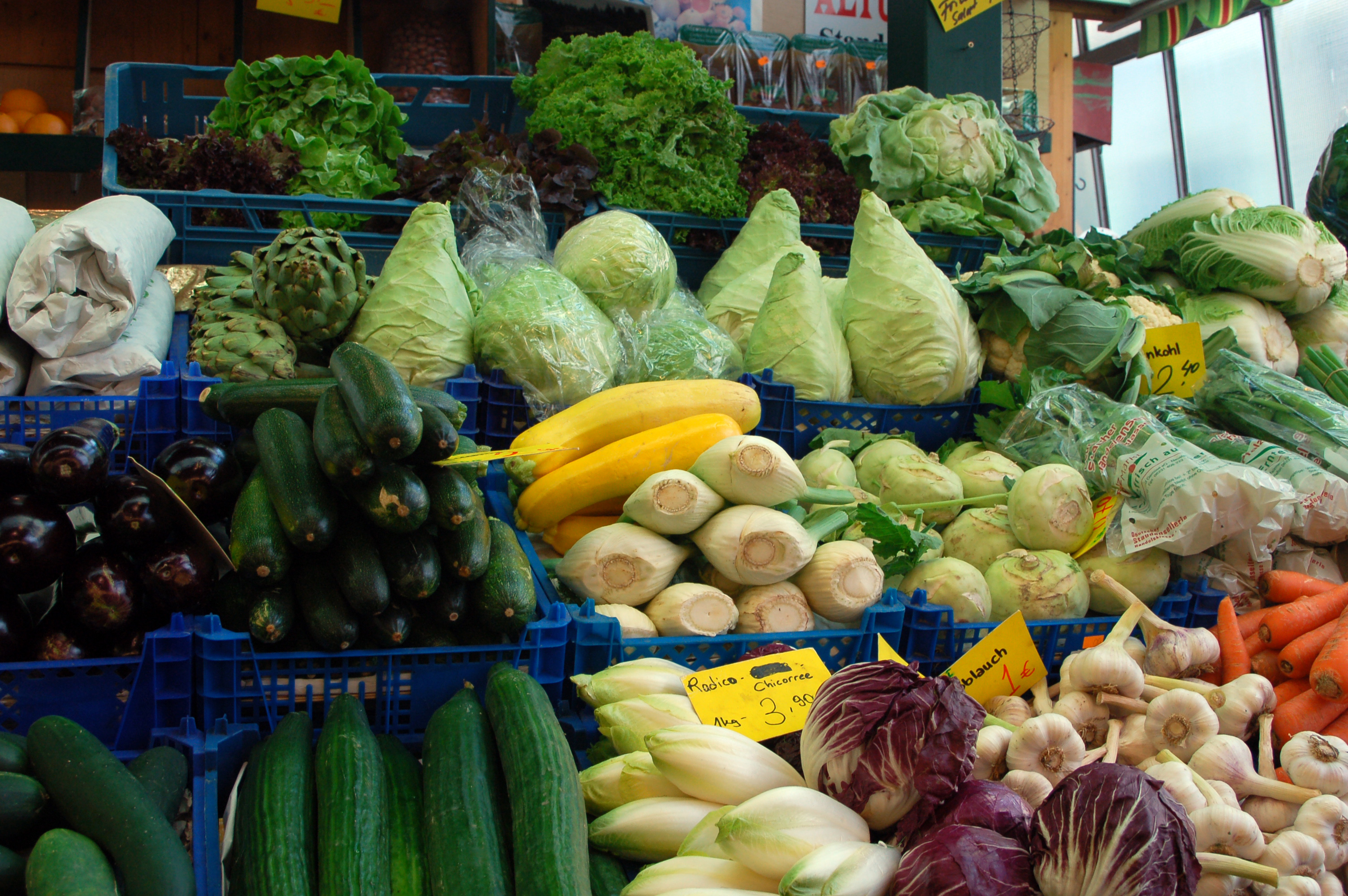
Étalage de plantes potagères sur un marché.

Les plantes potagères sont des plantes, généralement herbacées, utilisées dans l'alimentation humaine et dont la production relève du maraîchage ou du jardin potager. C'étaient, étymologiquement, les légumes destinés au potage, c'est-à-dire, cuits dans un pot.
Les plantes potagères incluent les légumes, les plantes à fruits à faible développement (melons, pastèques, fruits rouges) et les plantes aromatiques.